# Olha Savtjuk
Olha Mykolajivna Savtjuk (ukrainsk: Ольга Миколаївна Савчук; født 20. september 1987 i Makijivka, Donetsk oblast, Ukrainske SSR, Sovjetunionen) er en kvindelig tidligere professionel tennisspiller fra Ukraine.
Olha Savtjuks højeste rangering på WTA's verdensrangliste i single var som nummer 79, hvilket hun opnåede den 19. maj 2008. I double er hendes bedste placering nr. 57, som blev opnået den 14. februar 2011.